# Human (álbum de OneRepublic)
Human é quinto álbum de estúdio da banda estadunidense OneRepublic lançado através do selo Mosley Music Group e da Interscope Records no dia 27 de agosto de 2021. Foi precedido pelo lançamento dos singles "Rescue Me", "Wanted", "Didn't I", "Better Days", "Wild Life" e "Run".

## Antecedentes
O álbum foi anunciado pelo vocalista Ryan Tedder em setembro de 2019 com o lançamento planejado para o final de novembro daquele ano. Tedder declarou que queria lançar um álbum com oito ou nove músicas e continuar lançando novas músicas no ano de 2020. Mais tarde, o cantor revelou que o álbum foi adiado até o segundo trimestre de 2020 porque era "fisicamente impossível terminar um álbum em o prazo em que pensávamos que precisávamos " e ele acreditava que o álbum não seria bem sucedido se fosse lançado entre o Dia de Ação de Graças e o Natal. Tedder também disse que a banda estava tentando encontrar e terminar "as melhores músicas" para fazer "um álbum coerente dos últimos dois anos".  Previsto para o dia 8 de maio de 2020, o lançamento foi novamente adiado devido à pandemia do COVID-19.  A banda também declarou que "devido às circunstâncias atuais que exigem que nos distanciemos um do outro, o lançamento foi adiado". A nova data de lançamento foi então marcada para o outono de 2020, mas foi adiado novamente, só sendo lançado no dia 27 de agosto de 2021.

## Singles
O single principal do álbum, "Rescue Me" foi lançado em 17 de maio de 2019 e alcançou o número cinco na Billboard dos EUA Bubbling Under Hot 100.  "Wanted" foi lançado como o segundo single em 6 de setembro de 2019 e alcançou o número nove no Bubbling Under Hot 100. O terceiro single "Didn't I" foi lançado juntamente com a pré-encomenda do álbum em 13 de março de 2020 e alcançou o número dezenove no Bubbling Under Hot 100. "Better Days" foi lançado como o quarto single em 25 de março de 2020. Já a faixa "Wild Life" foi lançada como o quinto single no dia 16 de outubro de 2020 fazendo parte da trilha sonora do filme "Clouds", da Disney. No dia 6 de maio de 2021 a banda lançou o sexto single intitulado "Run", a música alcançou a décima primeira posição do Bubbling Under Hot 100. No dia do lançamento do álbum, 27 de agosto de 2021,  foi também lançado o single "Someday". No lançamento do álbum, os singles lançados anteriormente, possuíam mais de 2.5 bilhões de streams globais combinados.

### Single Promocional
O álbum também inclui o single promocional "Somebody to Love" lançado no dia 11 de setembro de 2019. Foi escrito pelo compositor JT Roach na série Songland, na qual Tedder atua como juiz.

## Track listing
O álbum simples possui 12 faixas enquanto a edição de luxo contará com 16 faixas.
| Standard edition |                     |                                                                 |         |  |
| N.º              | Título              | Producer(s)                                                     | Duração |  |
| 1.               | "Run"               | Tedder Kutzle Nathaniel Spry                                    | 2:48    |  |
| 2.               | "Distance"          | Tedder Jason Evigan Mathieu Jomphe-Lepine Kutzle Nathaniel Spry | 3:00    |  |
| 3.               | "Someday"           | Kutzle Nathaniel Spry                                           | 3:07    |  |
| 4.               | "Didn't I"          | Tedder Kutzle Nathaniel [a]                                     | 3:27    |  |
| 5.               | "Rescue Me"         | Tedder Kutzle Spry [a]                                          | 2:39    |  |
| 6.               | "Savior"            | Tedder Kutzle Nathaniel Spry Skelton                            | 3:01    |  |
| 7.               | "Take Care of You"  | Tedder Kutzle Nathaniel Spry                                    | 3:48    |  |
| 8.               | "Forgot About You"  | Tedder Louis Bell Andrew Watt Nick Mira                         | 2:53    |  |
| 9.               | "Somebody to Love"  | Tedder Kutzle Nathaniel DeRoberts Spry [b]                      | 3:01    |  |
| 10.              | "Wanted"            | Tedder Kutzle Spry Steve Wilmot [b]                             | 2:16    |  |
| 11.              | "Take It Out on Me" | Tedder Kutzle Michael Tucker Spry Brian Willet                  | 2:27    |  |
| 12.              | "Better Days"       | Tedder Kutzle Nathaniel Spry [a]                                | 2:24    |  |
| Duração total:   | Duração total:      | Duração total:                                                  | 34:51   |  |

| Deluxe edition bonus tracks |                             |                                                                |         |  |
| N.º                         | Título                      | Producer(s)                                                    | Duração |  |
| 13.                         | "Wild Life"                 | Kutzle Nathaniel                                               | 4:27    |  |
| 14.                         | "Ships + Tides"             | Kutzle Brandon Collins                                         | 4:56    |  |
| 15.                         | "Someday" (acoustic)        | Kutzle Spry                                                    | 3:05    |  |
| 16.                         | "Lose Somebody" (with Kygo) | Gørvell-Dahll Rissi [a] Alex Delicata [a] Alysa Vanderheym [a] | 3:19    |  |
| Duração total:              | Duração total:              | Duração total:                                                 | 50:36   |  |

Notas
- ↑[a]  co-produtor
- ↑[b]  produtor adicional